# Groep van Gemeenschappen in Koerdistan
De Groep van Gemeenschappen in Koerdistan, ook wel Unie van Gemeenschappen in Koerdistan genoemd, is een organisatie die opgericht is onder de naam Koma Civakên Kurdistanê (KCK) door de Koerdische Arbeiderspartij (PKK). De koepel is opgericht om de ideologie van Abdullah Öcalan van het democratisch confederalisme in de praktijk te brengen. De KCK wordt als een overkoepelend orgaan gezien van andere PKK onderdelen, zoals de HPG.
Het idee van de KCK werd in 2007 bij het vijfde congres van de Kongra-Gel voorgesteld. De KCK verving de Koma Komalên Kurdistanê die al sinds 2005 bestond.
De filosofie van de KCK is gebaseerd op de Sözleşmeovereenkomst. dat de Kongra-Kel op 17 mei 2005 heeft geaccepteerd. Het was geschreven door PKK-leider Öcalan op 20 maart 2005. In deze overeenkomst werd de behoefte aan democratisch confederalisme beschreven. De ideologie van het democratisch confederalisme werd door Öcalan beschreven als "Geen staatssysteem, maar een democratisch systeem voor mensen zonder staat." Democratisch confederalisme is sterk beïnvloed door communisme, libertarisch socialisme, libertarisch municipalime, sociale ecologie en communalisme